# آکی آریمیزو
آکی آریمیزو (انگلیسی: Aki Arimizu؛ زادهٔ ۱۰ اوت ۱۹۹۹) بازیکن فوتبال اهل ژاپن است.
از باشگاه‌هایی که در آن بازی کرده‌است می‌توان به باشگاه فوتبال سرزو اوساکا اشاره کرد.